# Diplotaxis
El género Diplotaxis (jaramagos) abarca un grupo de plantas pertenecientes a la familia Brassicaceae (o crucíferas). Comprende 89 especies descritas y de estas solo 35  aceptadas.

## Descripción
Son herbáceas de biotipo terófito, con cuatro sépalos, como todas las crucíferas, cuatro pétalos y seis estambres. Las flores suelen ser amarillas (aunque Diplotaxis erucoides las tiene blancas y Diplotaxis acris violáceas). Los frutos son silicuas dehiscentes, delgadas, acabadas en un pico blanco, con valvas con una nerviación marcada en el centro; sus semillas, organizadas en 2 filas imbricadas, son ovaladas, de color canela y con hilo basal.

## Taxonomía
El género fue descrito por Augustin Pyrame de Candolle y publicado en Regni Vegetabilis Systema Naturale, vol. 2, p. 628, 1821.
Etimología
- Diplotaxis: nombre genérico que deriva del  griego διπλόος, doble, duplicado y τάξις, orden, ordenamiento, o sea doble orden, refiriéndose a las semillas  que se disponen en dos hileras en el fruto.

## Especies
- Diplotaxis acris (Forssk.) Boiss.
- Diplotaxis antoniensis Rustan
- Diplotaxis assurgens (Delile) Thell.
- Diplotaxis berthautii Braun-Blanq. & Maire
- Diplotaxis catholica (L.) DC.
- Diplotaxis cretacea Kotov
- Diplotaxis duveyrierana Coss.
- Diplotaxis erucoides (L.) DC.
- Diplotaxis glauca (Schmidt) O.E.Schulz
- Diplotaxis gorgadensis Rustan
- Diplotaxis gracilis (Webb) O.E.Schulz
- Diplotaxis griffithii (Hook.f. & Thomson) Boiss.
- Diplotaxis harra (Forssk.) Boiss.
- Diplotaxis hirta (A.Chev.) Rustan & L.Borgen
- Diplotaxis ibicensis (Pau) Gomez-Campo
- Diplotaxis ilorcitana (Sennen) C.Aedo Pérez, Mart.-Laborde & J.F.Mu
- Diplotaxis kohlaanensis A.G.Mill. & J.A.Nyberg
- Diplotaxis maurorum (Durieu) M.B.Crespo & M.Fabregat
- Diplotaxis muralis (L.) DC.
- Diplotaxis nepalensis H.Hara
- Diplotaxis ollivieri Maire
- Diplotaxis pitardiana Maire
- Diplotaxis × schweinfurthii O.E.Schulz
- Diplotaxis siettiana Maire
- Diplotaxis siifolia Kunze
- Diplotaxis simplex Asch. ex Rohlfs
- Diplotaxis sundingii Rustan
- Diplotaxis tenuifolia (L.) DC.
- Diplotaxis tenuisiliqua Delile
- Diplotaxis varia Rustan
- Diplotaxis villosa Boulos & Jallad
- Diplotaxis viminea (L.) DC.
- Diplotaxis virgata (Cav.) DC.	- jaramago amarillo de los tejados[3]
- Diplotaxis vogelii (Webb) Cout.
- Diplotaxis × wirtgenii Rouy & Foucaud[1]